# فينيرا 3
فينيرا 3 (بالروسية: Венера-3) هو مسبار فضائي سوفيتي الصنع صنع في شركة 3MV-3 وهو جزء من برنامج فينيرا وقد صمم وأطلق لاستكشاف كوكب الزهرة. أطلق في 16 نوفمبر سنة 1965.
كانت مهمة المسبار الهبوط على سطح الزهرة. زُود المسبار الهابط على الزهرة بأجهزة اتصال راديوية وأجهزة علمية ومصدر للطاقة الكهربائية. اصطدم المسبار أثناء الهبوط بأرض الزهرة في 1 مارس 1966 ليصبح أول مركبة فضائية تهبط على سطح كوكب، وقد هبطت في الجزء المعتم من الزهرة، وقد فشل نظام الاتصال من إرسال أي معلومات عن سطح الكوكب.